# Обратимые ошибки (мини-сериал)
«Обратимые ошибки» (англ. Reversible Errors) — телевизионный фильм 2004 года. Снят на основе бестселлера New York Times, созданного мастером судебного триллера Скоттом Туроу.

## Сюжет
Адвокату Артуру Рейвену (Уильям Мэйси) передают апелляцию находящегося в камере смертников заключенного, который признался в совершении тройного убийства, Рейвен пытается смягчить участь своего клиента, хотя дело и кажется безнадежным. Заботясь о своей чистой репутации, прокурор Мюриэлл Уинн, чьи показания были положены в основу обвинения вместе с любовницей пытаются любой ценой не допустить пересмотра дела и пытаются уничтожить улики, которые могут пойти на пользу обвиняемого.

## В ролях
| Актёр            | Роль                   |
| ---------------- | ---------------------- |
| Уильям Х. Мэйси  | Артур Рейвен           |
| Фелисити Хаффман | Джиллиан Салливан      |
| Том Селлек       | Ларри Старжек          |
| Моника Поттер    | Мюриэлл Уайн           |
| Шемар Мур        | Коллинз Фарвелл        |
| Гленн Пламмер    | Ромео «Белка» Гэндольф |

## Награды и номинации
Фелисити Хаффман в 2005 году была номинирована на премию Prism Awards как лучшая актриса в тв фильме.